# Christine Lagarde
Christine Madeleine Odette Lagarde (født Lallouette 1. januar 1956 i Paris) er formand for Den Europæiske Centralbank (ECB). Hun overtog dette hverv 1. november 2019 efter italienske Mario Draghi.
Fra juli 2011 til september 2019 var Christine Lagarde direktør for Den Internationale Valutafond. Denne stilling overtog hun efter Dominique Strauss-Kahn. Forinden fungerede hun som Frankrigs finansminister (minister for økonomi, industri og arbejde), et embede hun blev udnævnt til i juni 2007. Hun var tidligere landbrugsminister og handelsminister i Dominique de Villepins regering. Lagarde er den første kvindelige finansminister i en G8-nation.
Som en anerkendt advokat indenfor antitrust og arbejdsret gjorde hun sig bemærket som den første kvindelige leder af det internationale advokatfirma Baker McKenzie. Hun har fået tildelt Frankrigs højeste udmærkelse, Æreslegionen. I november 2009 blev hun af Financial Times rangeret som den bedste finansminister i eurozonen.
Allerede i 2008 blev Lagarde af Forbes Magazine rangeret på en 14. plads på listen over verdens mægtigste kvinder, og i december 2019 var hun avanceret til andenpladsen på listen, kun overgået af Tysklands kansler Angela Merkel. Også i 2020-udgaven var hun nr. 2 på denne liste efter Merkel og lige før USA's kommende vicepræsident Kamala Harris.